# صلاح حسن خنيفس
صلاح حسن خنيفس (بالعبرية: סאלח-חסן ח'ניפס)، 1 مارس 1913 - 16 مارس 2002) سياسي إسرائيلي درزي كان عضواً في الكنيست عن قائمة التقدم والعمل ‏ بين عامي 1951 و1959.

## السيرة الذاتية
ولد خنيفس في شفا عمرو خلال العهد العثماني، ودرس في مدرسة ابتدائية محلية قبل الذهاب إلى مركز الدروز في لبنان. أجرى اتصالات مع الهاغاناه خلال ثلاثينيات القرن العشرين، وساعد في تجنيد الدروز خلال حرب 1948. تم تعيينه في لجنة الدروز العليا التي أنشأتها الحكومة عام 1949، وبعد ذلك بعامين تم انتخابه للكنيست على رأس لقائمة التقدم والعمل المتحالفة مع ماباي الحزب الحاكم آنذاك، وأعيد انتخابه عام 1955 ‏.
أدى الخلاف مع ماباي إلى قيام خنيفس بتشكيل حزب جديد في عام 1959، هو الفصيل المستقل للعرب الإسرائيليين لخوض الانتخابات في ذلك العام، إلا أنها فازت بنسبة 0.4 ٪ فقط من الأصوات ، وفشل في تجاوز الحد الأدنى الانتخابي بنسبة 1 ٪ ، مما أدى إلى فقدان خنيفس مقعده.
توفي في عام 2002 عن عمر يناهز 89 عامًا.

## وصلات خارجية
- صلاح حسن خنيفس على الموقع الإلكتروني للكنيست